# Kunsthistorisches Museum

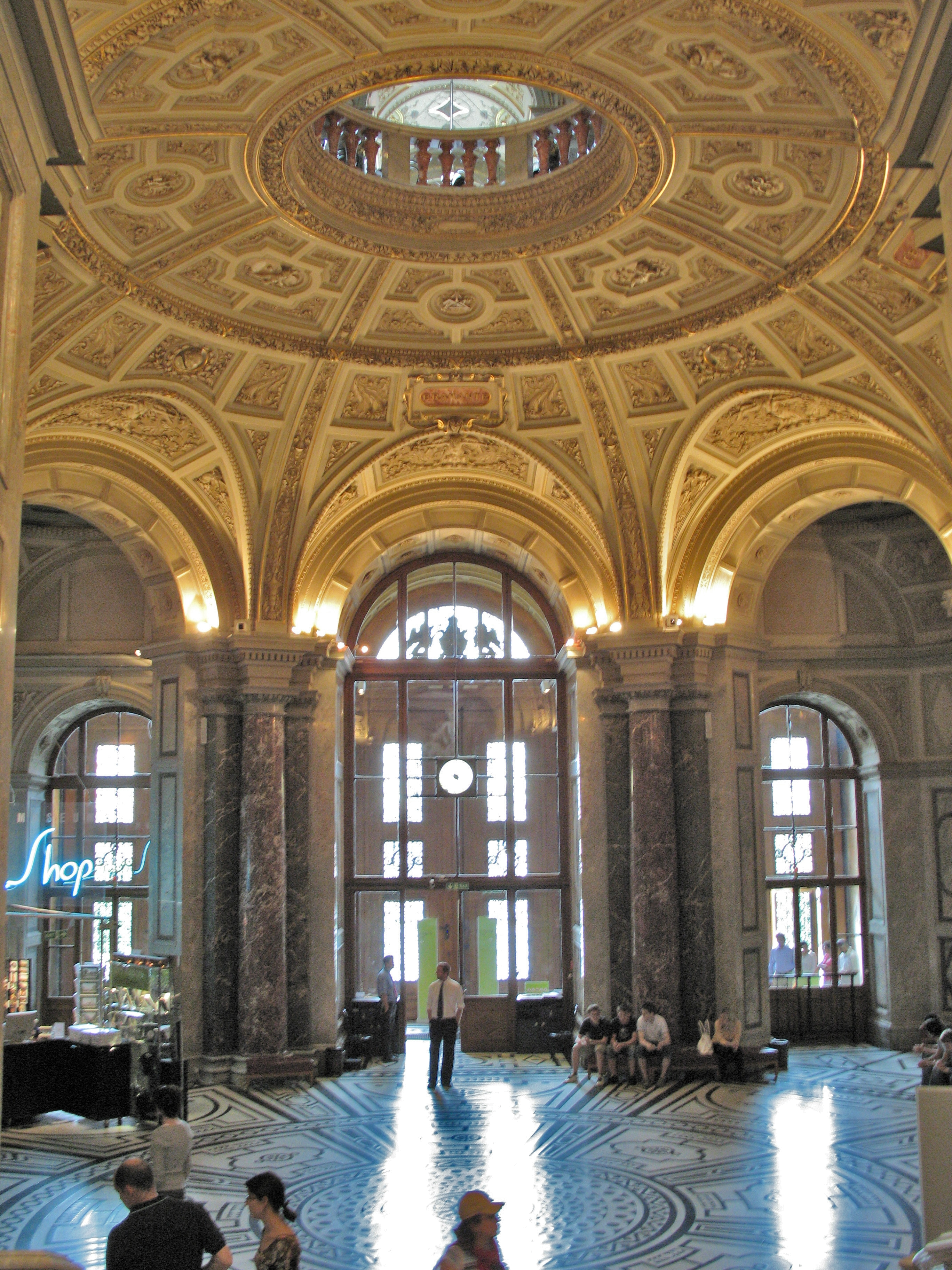
L'atrio.

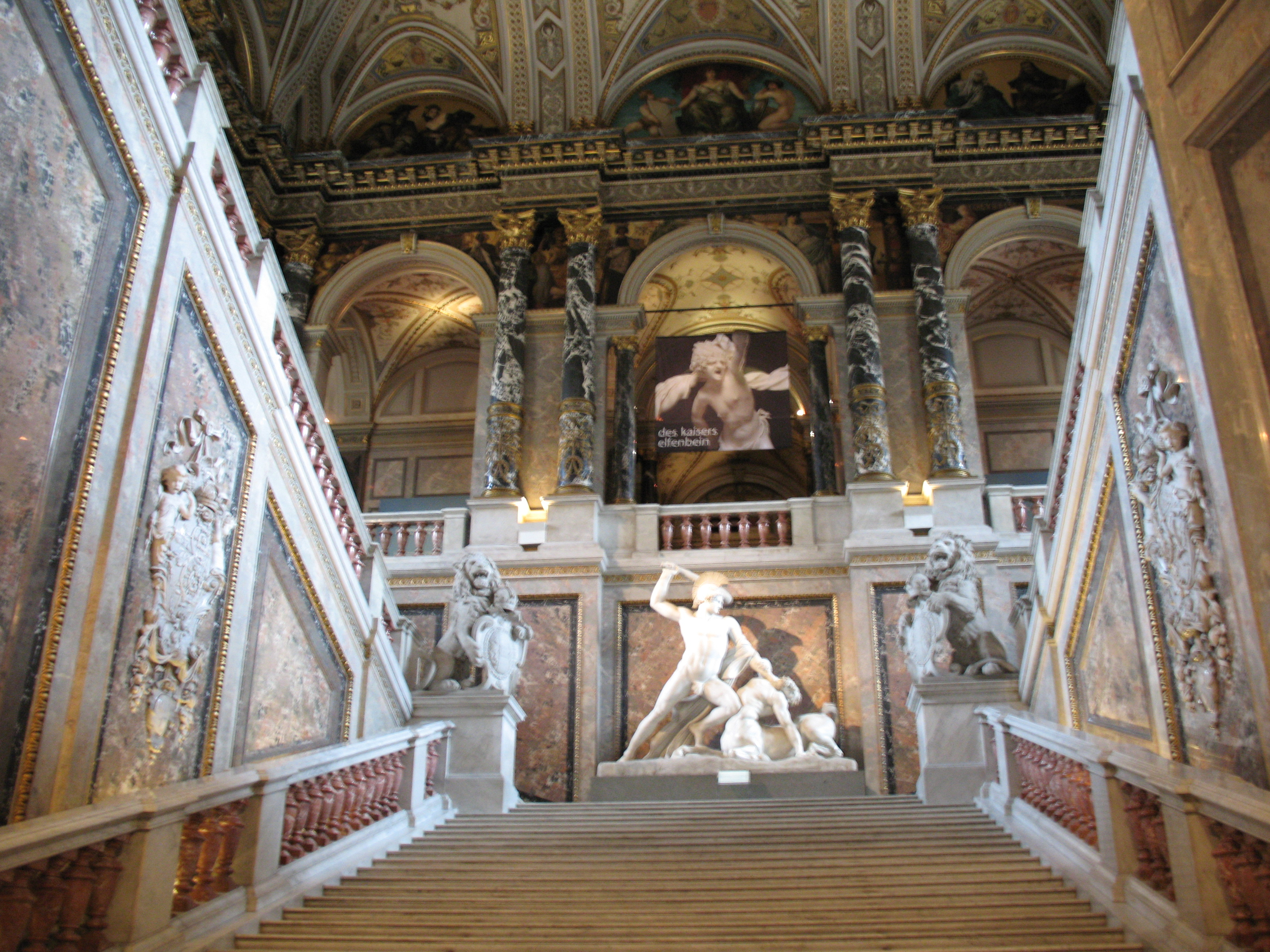
Lo scalone.

Il Kunsthistorisches Museum (in italiano "Museo della storia dell'arte", "Museo delle belle arti" o "Museo storico-artistico"), che nel 2012 ha contato 1 351 940 visitatori, è uno dei principali musei di Vienna ed uno dei più antichi e ricchi al mondo. L'edificio principale, sormontato da una cupola ottagonale alta 60 metri, si trova in piazza Maria Teresa d'Austria, lungo la Ringstraße che circonda il distretto di Innere Stadt.

Il Museo venne inaugurato ufficialmente il 17 ottobre 1891, alla presenza dell'imperatore Francesco Giuseppe I, dopo oltre trent'anni dalla prima commissione. Dal 22 ottobre venne aperto al pubblico.

L'edificio si affaccia sulla Maria-Theresien-Platz (la già citata "Piazza Maria-Teresa"), specularmente al Naturhistorisches Museum ("Museo storico-naturalistico"). I due musei vennero commissionati dall'imperatore nel 1858 per contenere l'immensa collezione di opere d'arte degli Asburgo e di rendere il loro patrimonio accessibile a tutti.

Il concorso per la realizzazione degli edifici venne bandito nel 1867 e vinto dagli architetti Carl von Hasenauer e Gottfried Semper. La prima pietra venne posata, senza troppe cerimonie, il 27 novembre 1871.

Le facciate richiamano lo stile rinascimentale italiano e gli interni sono decorati con marmo, ornamenti di stucco e d'oro e pitture.
Una delle più importanti opere del museo, la Saliera di Benvenuto Cellini, è stata rubata l'11 maggio 2003 e recuperata il 21 gennaio 2006 in una scatola, sepolta sotto terra, in una foresta vicino alla città di Zwettl, in Austria. È stato il più grande furto d'arte nella storia austriaca.
Ha una filiazione che è costituita dalla Tesoreria imperiale ubicata nel Palazzo Hofburg.

## La collezione
La collezione originaria del museo appartenne agli Asburgo, in modo particolare ingloba i ritratti e le armature di Ferdinando II d'Austria, la collezione dell'imperatore Rodolfo II d'Asburgo e la collezione di pitture di Leopoldo Guglielmo d'Asburgo.
Le due pinacoteche del museo espongono tele di Antonello da Messina, Giovanni Bellini, Tiziano Vecellio, Correggio, Giorgione, Lorenzo Lotto, Andrea Mantegna, Tintoretto, Veronese, Guido Reni, Jan Brueghel il Vecchio, Jan Brueghel il Giovane, Giuseppe Arcimboldo, Agnolo Bronzino, Antonio Canova, Michelangelo Merisi da Caravaggio, Albrecht Dürer, Gustav Klimt, Parmigianino, Raffaello Sanzio, Peter Paul Rubens, Jan Steen, Jan van Eyck, Diego Velázquez, Johannes Vermeer, Johann Gottfried Auerbach.
Oltre ai dipinti sono presenti anche altre collezioni: la collezione egizia orientale (Ägyptisch-Orientalische Sammlung), la collezione delle antichità romane e greche (Antikensammlung), quella della scultura e delle arti decorative (Kunstkammer), il gabinetto numismatico (Münzkabinett), la biblioteca (Museumsbibliothek). Importantissima è la wunderkammer di Rodolfo II d'Asburgo.

### I ritratti gonzagheschi della collezione di Ambras

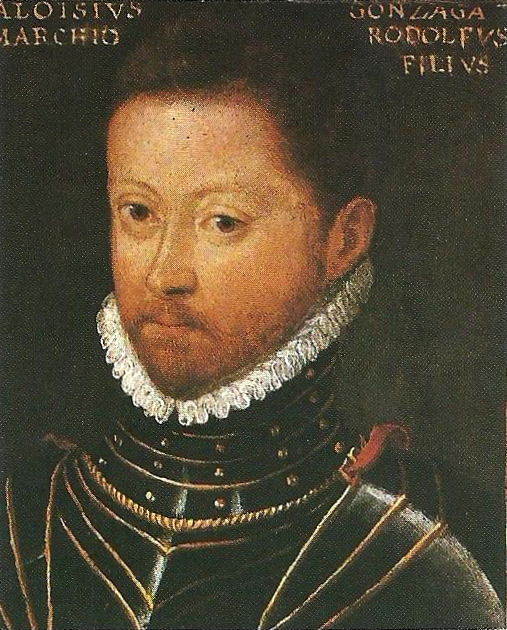
Ritratto di Aloisio Gonzaga, marchese di Castel Goffredo, nella collezione di Ambras.

Una serie di ritratti in miniatura di esponenti della famiglia Gonzaga è custodita all'interno del museo.
Essa prende nome e proviene dal castello di Ambras di Innsbruck, in Austria e fu voluta da dall'arciduca Ferdinando II d'Austria, noto collezionista di ritratti e di armature. La pinacoteca venne incrementata dalla seconda moglie del nobile, Anna Caterina Gonzaga, figlia del duca di Mantova Guglielmo.
La raccolta presenta sia personaggi appartenuti al ramo principale che rappresentanti dei rami cadetti della dinastia. Dei trentatré ritratti, eseguiti da pittori di corte, cinque appartengono alla linea primogenita (tra i quali Guglielmo e Vincenzo Gonzaga), sei della linea di Guastalla, quattro della linea di Vescovato, otto della linea di Sabbioneta e Bozzolo, cinque del ramo di Luzzara e cinque del ramo di Castel Goffredo, Castiglione e Solferino.

## Le opere maggiori

Torre di Babele di Pieter Brueghel

Incoronazione di spine di Caravaggio (1603)

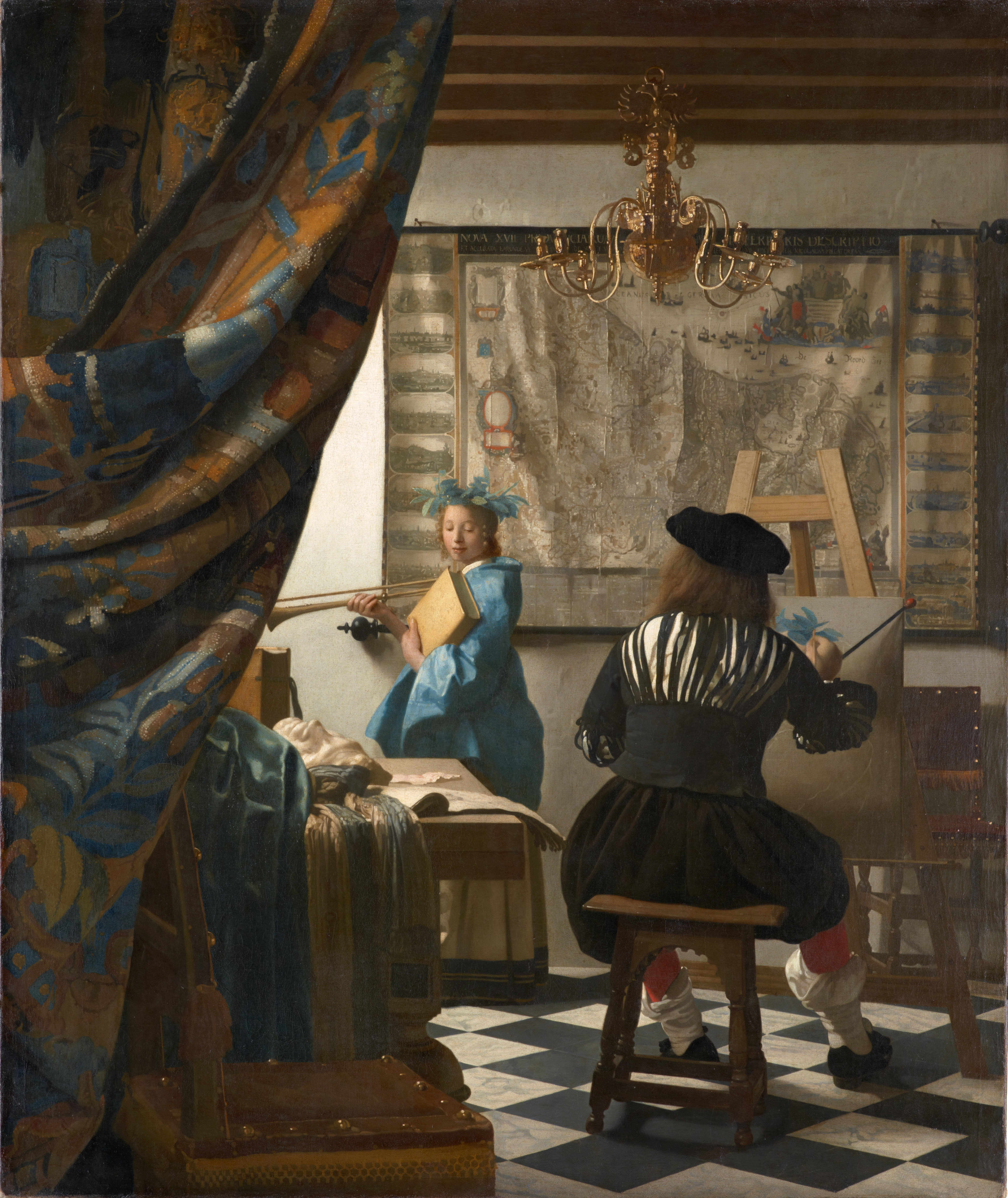
Allegoria della pittura di Vermeer (1666 circa)

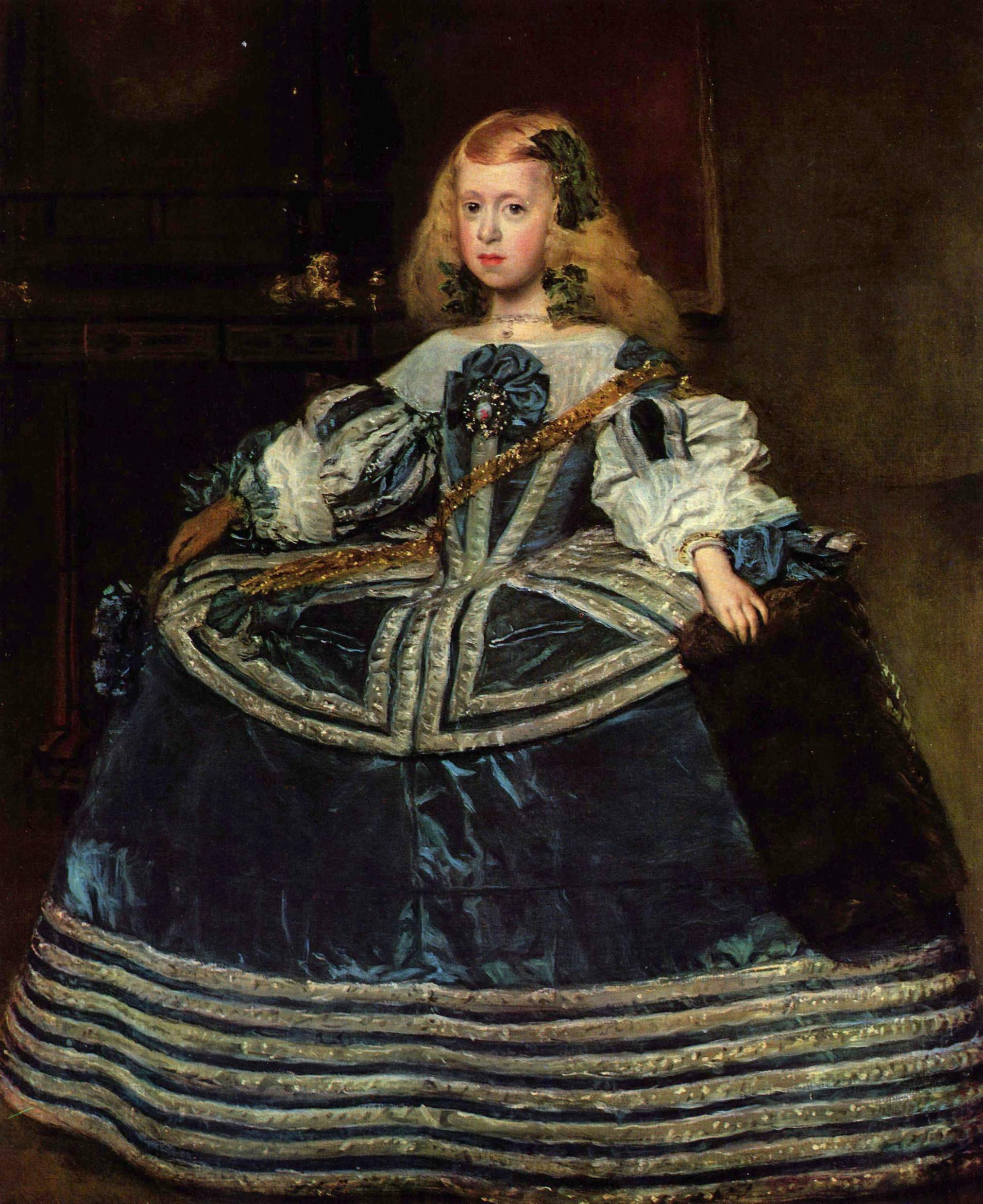
L'infanta Margherita in azzurro di Velázquez

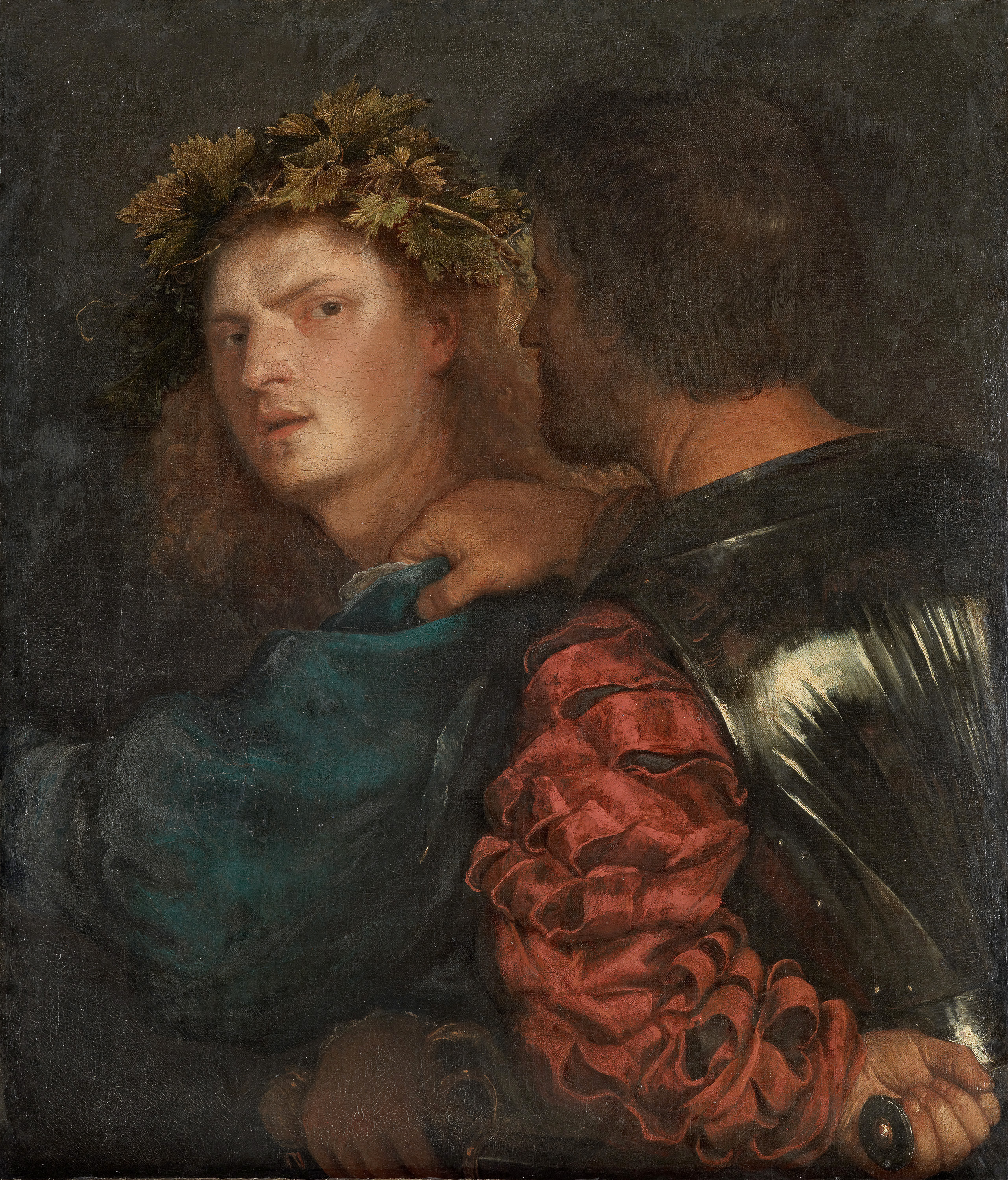
Bravo di Tiziano Vecellio (1520 ca.)

### Arte antica
- Discobolo di Vienna
- Gemma augustea
- Monumento a Marco e Lucio Vero
- Testa di Eutropio

### Arte medievale
- Evangeliario dell'Incoronazione
- Madonna di Krumlov, 1393 circa

### Scuola italiana
Antonello da Messina
- Pala di San Cassiano, 1475-1476

Giuseppe Arcimboldo
- Estate, 1563
- Inverno, 1563
- Il Fuoco, 1566
- L'Acqua, 1563-1564

Fra Bartolomeo
- Presentazione al Tempio, 1516

Giovanni Bellini
- Giovane donna allo specchio, 1515

Annibale Carracci
- Pietà con due angeli, 1603 circa

Benvenuto Cellini
- Saliera

Correggio
- Giove e Io, 1530
- Ascesa di Ganimede, 1530

Caravaggio
- Incoronazione di spine, 1603
- Madonna del Rosario, 1607
- Davide con la testa di Golia, 1607

Domenico Fetti
- Ritratto retrospettivo di Federico II Gonzaga, I Duca di Mantova
- Visione di San Pietro, 1621-1622

Gentile da Fabriano
- Lapidazione di santo Stefano, 1423-1427 circa

Pacecco De Rosa
- Giudizio di Paride, 1640 circa
- Visione di Sant’ Antonio da Padova

Luca Giordano
- San Michele sconfigge gli angeli ribelli, 1666 circa

Giorgione
- Ragazzo con la freccia, 1500 circa
- Ritratto di Francesco Maria Della Rovere, 1502 circa
- Ritratto d'uomo in armi, 1505-1510 circa
- Laura, 1506
- Tre filosofi, 1507-1508 circa

Tullio Lombardo
- Bacco e Arianna, 1505-1510 circa

Lorenzo Lotto
- Ritratto di giovane con lucerna, 1506 circa
- Ritratto di gentiluomo con zampino di leone, 1527 circa
- Madonna col Bambino tra i santi Caterina d'Alessandria e Giacomo, 1527 circa
- Triplice ritratto di orefice, 1530 circa

Francesco Laurana
- Busto femminile , 1470-90 circa

Andrea Mantegna
- San Sebastiano

Moretto
- Santa Giustina di Padova e un donatore, 1530 circa

Parmigianino
- Autoritratto entro uno specchio convesso, 1524
- Conversione di san Paolo, 1527
- Uomo che sospende la lettura (attr.), 1529 circa
- Ritratto di Costanza Rangoni, contessa Gozzadini, 1530 circa
- Cupido che fabbrica l'arco, 1533-1535 circa

Perugino
- Madonna col Bambino tra santa Caterina d'Alessandria e una santa, 1493

Pisanello
- Ritratto di Sigismondo di Lussemburgo, 1430 circa

Raffaello
- Madonna del Belvedere, 1506
- Santa Margherita, 1518 circa

Tiziano
- Madonna zingarella, 1512 circa
- Violante, 1515 circa
- Tarquinio e Lucrezia, 1515 circa
- Giovane donna con veste nera, 1515 circa
- Madonna delle Ciliegie, 1516-1518 circa
- Madonna col Bambino tra i santi Stefano, Girolamo e Maurizio, 1520 circa
- Ritratto d'uomo, 1520 circa
- Bravo, 1520 circa
- Ritratto di Isabella d'Este, 1534-1536
- Danae, 1554

Tintoretto
- Susanna e i vecchioni, 1560-1565 circa

Corrado Giaquinto
- Adorazione dei magi, 1740-1745 circa

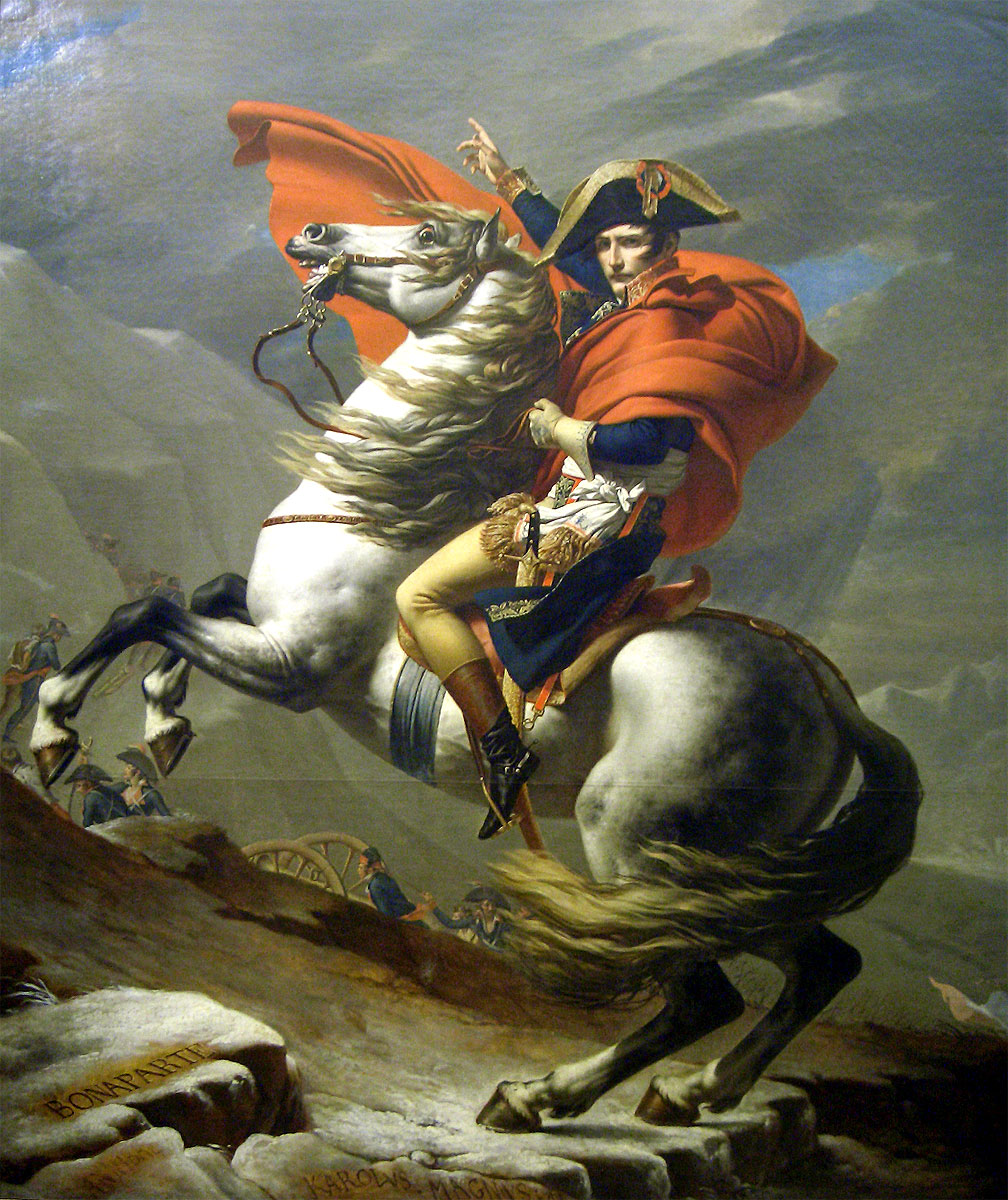
Jacques-Louis David, Il Primo Console supera le Alpi al Gran San Bernardo, conservato al Kunsthistorisches Museum dal 1802 al 1803.

### Scuola francese
Jean Fouquet
- Ritratto del Buffone Gonella (1447-1450)

### Scuola tedesca
Albrecht Dürer
- Ritratto di giovane veneziana (1506)
- Martirio dei Diecimila (1507)
- Adorazione della Santissima Trinità (1511)
- Madonna col Bambino disteso (1512)
- Ritratto dell'imperatore Massimiliano I (1519)
- Ritratto di Johann Kleberger (1526)

### Scuola fiamminga
Hugo van der Goes
- Dittico di Vienna, 1479 circa

Pieter Brueghel il Vecchio
- Lotta tra Carnevale e Quaresima, 1559
- Giochi di bambini, 1560
- Suicidio di Saul, 1562
- Grande Torre di Babele, 1563
- Salita al Calvario, 1564
- Giornata buia, 1565
- Ritorno della mandria, 1565
- Cacciatori nella neve, 1565
- Strage degli innocenti (bottega?), 1567 circa
- Conversione di san Paolo, 1567
- Ladro di nidi, 1568
- Banchetto nuziale, 1568 circa
- Danza di contadini, 1568 circa

Rogier van der Weyden
- Trittico della Crocifissione, 1445 circa

Hieronymus Bosch
- Salita al Calvario, 1500 circa

Hans Memling
- Trittico della Madonna in trono, 1485 circa

Antoon van Dyck
- Autoritratto
- Sansone e Dalila
- Incoronazione di santa Rosalia

Jan van Eyck
- Ritratto del cardinale Niccolò Albergati, 1435 circa

Peter Paul Rubens
- I quattro continenti, 1615
- L'imperatore Teodosio e sant'Ambrogio, 1617-1618
- I miracoli di san Francesco Saverio, 1617-1618
- La Medusa, 1618 circa
- I miracoli di sant'Ignazio di Loyola, 1618-1619
- Paesaggio con Filemone e Bauci, 1620 circa
- Trittico di Sant'Ildefonso, 1630-1631
- Hélène Fourment esce dal bagno, 1638 circa
- Autoritratto, 1638-1639
- Ritratto di Isabella d'Este
- Ritratto di Vincenzo II

Michaelina Wautier
- San Giuseppe, 1650 circa

### Scuola olandese
Hans de Jode
- Serraglio a Costantinopoli

Jan Steen
- Nella lussuria, fa' attenzione (1663)

Pieter Aertsen
- Cristo con Marta e Maria

Jan Vermeer
- Allegoria della pittura (1666 circa)

### Scuola spagnola
Diego Velázquez
- Ritratto di Isabella di Spagna (1632 circa)
- Ritratto dell'infanta Margherita in azzurro (1659)
- Ritratto dell'Infante Filippo Prospero (1659)